# Чон Сомин
Чон Сомин (кор. 정소민?, 庭沼珉?, урождённая Ким Юнджи (кор. 김윤지?, 金允智?); род. 16 марта 1989, Сеул) — южнокорейская актриса. Дебютировала в кино в 2010 году, сыграв второстепенную роль в телесериале «Плохой парень». Она известна своей главной ролью в телесериале 2010 года «Игривый поцелуй», корейской адаптации популярной манги Itazura na Kiss. Чон также известна своими ролями в телесериалах «Мой странный отец», «Потому что это моя первая жизнь», «Улыбка покинула твои глаза», «Механик души» и «Алхимия душ», а также в фильмах «Двадцать» и «Корабль в Пусан».

## Награды и номинации
| Награда                                 | Год  | Категория                                     | Номинант                                                 | Результат | Прим. |
| --------------------------------------- | ---- | --------------------------------------------- | -------------------------------------------------------- | --------- | ----- |
| Asia Model Festival Awards              | 2011 | New Star Award                                | Jung So-min                                              | Победа    | [ 1 ] |
| KBS Drama Awards                        | 2016 | Best Actress in a One-Act/Special/Short Drama | KBS Drama Special — Red Teacher                          | Номинация |       |
| KBS Drama Awards                        | 2017 | Excellence Award, Actress in a Serial Drama   | My Father is Strange                                     | Номинация |       |
| KBS Drama Awards                        | 2017 | Netizen Award, Actress                        | My Father is Strange                                     | Номинация |       |
| KBS Drama Awards                        | 2020 | Excellence Award, Actress in a Miniseries     | Soul Mechanic                                            | Номинация |       |
| KBS Entertainment Awards                | 2016 | Best Couple Award                             | Jung So-min (with Lee Kwang-soo) The Sound of Your Heart | Победа    | [ 2 ] |
| Korea Jewelry Awards                    | 2010 | Topaz Award                                   | Jung So-min                                              | Победа    | [ 3 ] |
| Korean Culture and Entertainment Awards | 2010 | Best New Actress for TV                       | Bad Guy                                                  | Победа    | [ 4 ] |
| MBC Drama Awards                        | 2010 | Best New Actress                              | Playful Kiss                                             | Номинация |       |
| MBC Entertainment Awards                | 2012 | Best Newcomer in a Comedy / Sitcom            | Standby                                                  | Победа    | [ 5 ] |
| SBS Drama Awards                        | 2010 | Best Supporting Actress in a Drama Special    | Bad Guy                                                  | Номинация |       |
| The Seoul Awards                        | 2017 | Best Supporting Actress — Drama               | My Father is Strange                                     | Номинация |       |